# Уилям Гибсън
Вижте пояснителната страница за други личности с името Уилям Гибсън.
Уилям Форд Гибсън (на английски: William Ford Gibson) е американо-канадски автор на научнофантастични романи (спекулативен поджанр), наричан баща на киберпънк поджанра и движението. Гибсън изковава термина киберпространство в разказа си Горящ хром.

## Биография
Уилям Гибсън е роден на 17 март 1948 г. в Конуей, Южна Каролина, САЩ.
През 1968 г. се премества в Канада и през 1972 г. се установява във Ванкувър, където започва да пише научна фантастика. Ранните му творби са футуристични истории за влиянието на кибернетиката и киберпространството върху човешката раса в бъдещето. Фантастиката му от 80-те има безрадостно чувство, но най-новите му романи все повече се доближават до настоящата реалност, оттласквайки се от фантастичното, и носят жизнеутвърждаващия устрем на разговори по iPhone, мода и т.н. (Zero History). Първият му роман, Невромантик, печели три големи награди за научна фантастика (Небюла, Хюго и Мемориалната награда на Филип Дик).

## Филмирани произведения
- Джони Мнемоник, 1995 Johnny Mnemonic в  Internet Movie Database
- Хотел „Ню Роуз“, 1998 New Rose Hotel в  Internet Movie Database

## Агрипа (книга на мъртвите)
През 1992 г. Уилиям Гибсън създава интерактивната книга Agrippa (a book of the dead), посветена на починалия му баща. В издълбана ниша в самата книга се съдържа дискета с програма за Мак, която изписва целия текст на поемата на екрана, след което го криптира и го прави да „изчезне“.